# Капітонов Віктор Арсенійович
Віктор Арсенійович Капітонов (25 жовтня 1933, Калінін — 2 березня 2005, Москва) — радянський велогонщик, перший радянський олімпійський чемпіон з велоспорту, тренер національної збірної СРСР з велоспорту. Заслужений майстер спорту СРСР (1959). Заслужений тренер СРСР.
У 1968 році закінчив Військовий факультет при Державному двічі орденоносному інституті фізичної культури імені П. Ф. Лесгафта.
Неодноразовий чемпіон СРСР: 1959 рік — в парній гонці по треку; 1962-й  — в командній гонці по шосе; 1956-й  — в багатоденній гонці; 1958-й  — в груповій і командній гонці.
Сім раз стартував у Велогонці Миру. Переможець цієї гонки в командному заліку — 1958-й, 1959-й, 1961-й і 1962-й роки.
На перших для себе Олімпійських іграх 1956 року в Мельбурні Віктор Капітонов виступив невдало, в шосейній гонці він був тридцять другий, причиною провалу стало падіння під час гонки, в командній гонці радянські велосипедисти задовольнялися шостим місцем. На наступних Олімпійських іграх в Римі, в складі четвірки в рамках командної гонки Капітонов стає бронзовим призером Ігор. У шосейної груповій гонці Віктор стає чемпіоном Олімпійських ігор, обійшовши на фінішній межі лише на півколеса італійця Лівіо Трапі (це була єдина поразка італійських велогонщиків на домашніх Іграх — інші п'ять золотих медалей вони виграли). У наступних Олімпійських іграх Капітонов вже участі не брав, повністю сконцентрувавшись на тренерській роботі.
З 1965 по 1985 рік — головний тренер збірної команди велосипедистів-шосейники. Член КПРС — з 1967 року. У 1975 і 1976 роках названий кращим тренером СРСР і нагороджений золотою медаллю за підготовку збірної СРСР до чемпіонату світу 1970 року, де вона вперше стала чемпіоном світу в командній гонці. Під його керівництвом команда СРСР перемагала на велогонці Миру — в 1970—1972, 1975 і 1977 роках.
У 1983 році захистив дисертацію, отримавши ступінь кандидата педагогічних наук.
Пішов з життя 5 березня 2005 року в Москві на 72-му році життя.
Почесний громадянин Твері, кавалер орденів Леніна, «Знак Пошани», Дружби народів, Жовтневої революції.